# シニョリッジ
シニョリッジ（英: seigniorage, seignorage）、または通貨発行益（つうかはっこうえき）とは、貨幣発行益、貨幣発行特権のことをいう経済用語。「セイニアーリッジ」「シニョレッジ」といった表記もされる。政府・中央銀行が発行する通貨・紙幣から、その製造コストを控除した分の発行利益のことである。

## 概要
「シニョール」(seignior) とは古フランス語で中世の封建領主のことで、シニョリッジとは領主の持つ様々な特権を意味していた。その中には印紙税収入や鉱山採掘権などもあるが、特に重要なのが貨幣発行益であった。自由鋳造の原則下における金属貨幣から得られる通貨発行益は造幣所の顧客が支払う必要のあった鋳造総コスト（金属価値と鋳造コスト）に加算される税であり、この税は主権者である地方君主の収益であった。
鋳造貨幣はその地金価値を額面が上回ることが多かったため、シニョリッジを狙って貨幣の偽造が行われることも多かった。また、領主は財政難に対処するために品位を落として貨幣を鋳造するようになった。低品位の貨幣は財政難を解消するために役立ったが、一方で貨幣の専門家を欺罔することは困難で、商品供給能力に欠け強制決済力の欠ける市場においては、結局は物価の再調整（インフレーション）を引き起こしてきた。
通貨が信任されている限りは、シニョリッジの効果はある。現代では政府の発行する貨幣（硬貨）について、製造費用と額面との差額は政府の貨幣発行益となっている。一方で中央銀行が銀行券を発行することによって得られるシニョリッジは、銀行券発行の対価として買い入れた手形や国債から得られる利息であり、銀行券の製造コストと額面の差額ではない。これは政府の発行する貨幣との大きな違いである。銀行券は中央銀行にとって一種の約束手形であり、バランスシート上も負債勘定に計上されるものであるところから、このような違いが生じる。
中央銀行のシニョリッジについては、銀行券の独占的発行という特権から得られる性格のものであることから、その利益を公共に還元すべきという考えがある。多くの国において、中央銀行が利益の一部、または全部を国庫に納付する制度が採用されている。ただ、政府が当然のものとしてシニョリッジを得ることを認めてしまうと、紙幣増発に政策が誘導されインフレーションの助長や財政規律の緩みの恐れがあるため、納付金の使途に制限を設けることがなされている。また、最後の貸し手機能など中央銀行が行う公共サービスの原資としても用いられる。
シニョリッジから得られる実質的な価値には上限があり、またそれは一般に考えられているほど大きくはない ことに注意が必要である。また、通貨は市中の貨幣需要により供給量に上限があり、それをこえた通貨供給を行えばインフレが生じ、物価上昇分が（通貨を保有していたことに対する）インフレ税として機能することになる。加速的なインフレのもとでは誰もが資産を通貨で保有しようとしなくなるため通貨発行益を減らすことになる。

## 政府紙幣との関係
2000年代の終わりごろ、日本では「デフレ不況を克服すべし」としてシニョリッジ活用が声高に叫ばれるようになった。つまり政府は不況への対策として、貨幣（硬貨）と同じように、政府紙幣を発行してシニョリッジを活用すべきといったものである。なお、このデフレ対策としての政府貨幣・シニョリッジの有効性の議論と、財政再建への政府紙幣・シニョリッジの有効性の議論とが混同されることがあるが、両者は別物であり区別しなければならない。
多くのシニョリッジ活用論は通貨発行益についての誤解があるか、過剰な期待に基づいている。政府紙幣は国庫の負債であり、無利子国債の発行と同等である。市中が政府紙幣を受容し流通させるのは完全に償還され返済されるという期待があるためであり、インフレーションなどにより減価するなり一部にデフォルトが生じる可能性があれば政府紙幣や無利子国債は流通しない。
一度発行された政府紙幣の回収は困難を極めるのが歴史的教訓であり、安易なシニョリッジ活用を否定するのは金融学の原則である。長期国債などの中央銀行による直接引受は政府紙幣の発行と同等の効果があるが、たとえば日本では財政法第5条により国会の議決を必要とする。国債をいったん市中で発行し日銀が介入オペをおこなうことと、日銀が新発国債を直接引き受けることの金融政策上の違いは重要であり、財政規律に市場制約を課すものである。
通貨発行益 (S) は実質マネタリーベースの増分 (⊿M) とインフレ率と一期前の実質ベースマネーの積 (π×M-1) の和であり (S=⊿M+π×M-1)、⊿Mは経済成長などにともなう通貨需要の増大に対応し、π×M-1は「インフレ税」に対応するものである。⊿Mは市中の貨幣需要により上限があり、安定的な経済成長下では貨幣需要は増加するものの、低成長の場合はむしろ減少することがある。政府は一時的な財政支出により通貨需要を増加させることができるが市中の貨幣需要は自律的な保有動機に基づくものであり、経済成長に伴う貨幣需要が増加しない限りベースマネーの水準は元の均衡水準に戻ってしまう。
国宗浩三によれば、通貨発行益の増大を行政府が図った場合、誘惑に負けて巨額の貨幣発行を行うことの経済的帰結は明らかであり、インフレの発生、インフレ率の高騰、それに伴う経済社会の混乱である。またインフレは貨幣需要を減らすため（通貨保有による「課税」を逃れるため）、結局は通貨発行益を減らすことになるとする。一方で、特に開発途上など持続的な経済成長をともなう経済においては、経済の成長に伴う貨幣需要に見合っただけの通貨を追加的に供給することにおいては、通貨発行はインフレの要因にはならず税源としての通貨発行益が期待できるとする。経済にはタダ飯（フリーランチ）は無いのが普通であるが、経済成長に伴う通貨発行益は数少ない例外であり、通貨発行益を主な財源としてあてにするのは大きな間違いであるが、経済成長が続く限り（特に発展途上国にとっては）安定的な補助的財源としては優秀なものだとする。中国の経済構造はこの点で特筆すべきものがあり、中国政府の財政における通貨発行益は非常に高く、GDP比5%を超えている。しかしインフレ税に頼る比率は約3割にすぎず、7割は成長にともなう果実としての通貨発行益である。ただしこれが今後も続くかどうかと言う点については慎重であるべきで、経済システムが成熟するにしたがって貨幣選好は低下し相対的な貨幣発行益は減少する可能性がある。